# Siemion Apriatkin
Siemion Siemionowicz Apriatkin (ros. Семён Семёнович Апряткин, ur. 27 kwietnia 1911 w Baku, zm. 12 lutego 1977 w Moskwie) – radziecki naftowiec i działacz partyjny, Bohater Pracy Socjalistycznej (1948).

## Życiorys
Od 1934 inżynier-naftowiec, szef działu, kierownik biura, główny mechanik trustu wydobycia ropy naftowej i szef działu technicznego Zjednoczenia „Aznieftedobycza”. W 1936 ukończył Azerbejdżański Instytut Naftowy, 1939–1940 zarządzał trustem „Leninnieft”, po czym został szefem „Majkopnieftekombinatu” w Kokandzie, następnie do 1946 był szefem kombinatu naftowego w Krasnodarze, a 1946–1957 szefem Zjednoczenia „Groznieft”. Od 1948 w WKP(b), 1957–1958 I zastępca przewodniczącego Sownarchozu Czeczeńsko-Inguskiej ASRR, 1958–1966 sekretarz, a od 11 stycznia 1966 do lipca 1975 I sekretarz Czeczeńsko-Inguskiego Komitetu Obwodowego KPZR. Od 8 kwietnia 1966 do 30 marca 1971 członek Centralnej Komisji Rewizyjnej KPZR, od 9 kwietnia 1971 do 24 lutego 1976 zastępca członka KC KPZR, od lipca 1975 na emeryturze. Deputowany do Rady Najwyższej RFSRR 3 i 4 kadencji (1951–1959) i do Rady Najwyższej ZSRR od 7 do 9 kadencji (od 1966). Pochowany na Cmentarzu Trojekurowskim.

## Odznaczenia i nagrody
- Złoty Medal „Sierp i Młot” Bohatera Pracy Socjalistycznej (8 maja 1948)
- Order Lenina (czterokrotnie - 24 stycznia 1944, 8 maja 1948, 19 marca 1959 i 23 kwietnia 1971)
- Order Rewolucji Październikowej (7 grudnia 1973)
- Order Czerwonego Sztandaru Pracy (dwukrotnie - 6 lutego 1942 i 24 grudnia 1965)
- Nagroda Stalinowska (1949)
- Medal „Za pracowniczą dzielność” (15 maja 1951)

I medale.